# Oració a l'hort (El Greco, Toledo, Ohio)
L'Oració a l'hort de Getsemaní, que es troba al Toledo Museum of Art és una obra del Greco realitzada circa 1590-95. Aquest pintor va realitzar dues tipologies força diferents d'aquesta temàtica. El Tipus-I és la variant de format apaïsat, i el Tipus-II és la variant de format vertical. La versió del Museu de Toledo (Ohio) es considerada com la millor de les tres pintures conservades del Tipus-I.

## Temàtica de l'obra
L'Oració a l'hort de Getsemaní és un episodi molt important, per la qual cosa és descrit al quatre Evangelis canònics. Després d'una petita introducció a l'Evangeli segons Joan［Jn 18:1］, els Evangelis sinòptics fan una relació dels fets esdevinguts a Getsemaní:［Mt 26:36-46］ ［Mc 14:32-42］ ［Lc 22:39-46］. El Greco no segueix literalment la narració d'un únic evangeli. Als relats de l'Evangeli segons Mateu i de l'Evangeli segons Marc -que són gairebé iguals- hi afegeix elements de l'Evangeli segons Lluc, al qual segueix quan representa Crist de genolls -no pas prosternat com diuen Mateu i Marc- davant un àngel, que només és mencionat a l'Evangeli de Lluc. El mestre cretenc elimina tot signe d'angoixa física, i representa un Crist en éxtasi, malgrat que l'àngel li ofereix el calze de la Passió.

## Anàlisi de l'obra
Oli sobre llenç; 102,2 x 113,7 cm.;1590-95; Toledo Museum of Art, Toledo (Ohio); Signat amb lletres cursives gregues: doménikos theotokópoulos krés e`poíei.
Aquest llenç és el millor exemple de les tres versions conservades del Tipus-I, malgrat que va ser netejat excessivament, per la qual cosa es van perdre les veladures finals, especialment sobre la figura de Crist. El paisatge, gris i fred, produeix un efecte impressionant.
El Greco utilitza la similitud dels contorns per tal de remarcar el valor d'una forma. Per exemple, la gran roca que hi ha darrera Crist sembla la seva pròpia ombra, molt més gran, esdevinguda pedra. Per contra, els Apòstols adormits queden empetitits, i allotjants en una mena del cova. L'Àngel, és representat amb tant de lirisme com de monumentalitat. Tot i l'extraordinari joc de formes, el més importat d'aquest llenç és el color, que serveix per donar bellesa i harmonia a tots els elements en particular, per dinamitzar-los i per potenciar-los. També és particularment digne d'encomi tant la delicadesa del fullatge i de les flors que hi ha el primer terme, com de l'arbust a la dreta de Jesús. Aquest elements, a més de llur bellesa, tenen per funció donar a l'escena un cert carácter "terrenal", perquè d'altra forma esdevindria una composició excessivament visionària.

## Procedència
- Colección Cacho, Madrid
- Lionel Harris, Londres (circa 1926)
- Arthur Sachs, New York (circa 1928)
- Comprat amb fons de Libbey Endowment,
- Donat al Museu de Toledo (Ohio) per Edward Drummond Libbey.[4]